# Cathay Dragon

Логотип авиакомпании Dragonair с 1985 по 2016 годы

Hong Kong Dragon Airlines Limited (кит. трад. 港龍航空公司), ранее действовавшая как Cathay Dragon (кит. трад. 國泰港龍航空) и Dragonair, — упраздённая гонконгская авиакомпания, осуществлявшая регулярные пассажирские перевозки по 44 пунктам назначения в 13 странах Азиатско-Тихоокеанского региона. Портом приписки авиакомпании и её главным транзитным узлом (хабом) являлся международный аэропорт Чхеклапкок. Компания эксплуатировала воздушный флот, состоящий только из самолётов производства концерна Airbus: A320, A321 и A330. Dragonair полностью принадлежала флагманской авиакомпании Гонконга Cathay Pacific и являлась аффилированным членом глобального авиационного альянса пассажирских перевозок Oneworld.
Dragonair была основана 24 мая 1985 года бизнесменом Чао Куангом Пу, ставшим почётным председателем её совета директоров. Получив в июле того же года от гонконгского правительства сертификат эксплуатанта, на первых порах компания выполняла регулярные рейсы между Гонконгом и Кота-Кинабалу в Малайзии, затем постепенно увеличивала маршрутную сеть перевозок вместе с укрупнением собственного воздушного флота.
В 2009 году Dragonair вместе с Cathay Pacific выполнила более 56 тысяч рейсов в год, перевезя при этом около 25 миллионов пассажиров и более 1520 тысяч тонн грузов и почты.

## История

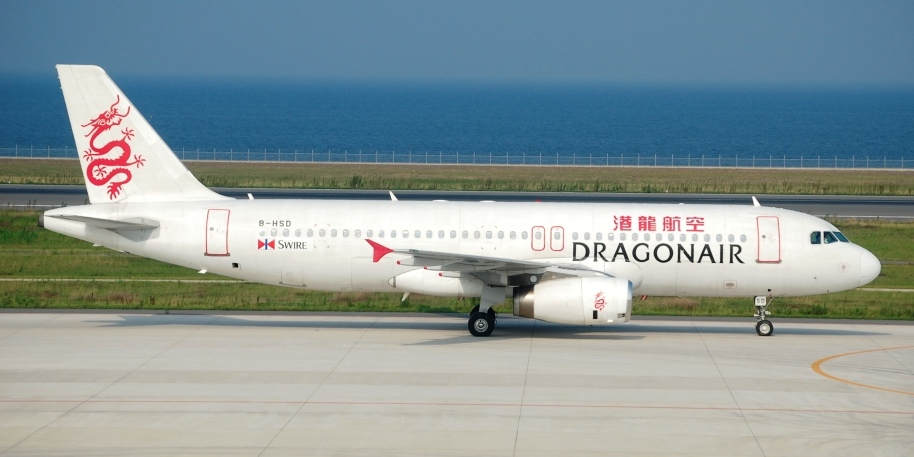
Airbus A320-200 авиакомпании Dragonair

### Начало деятельности

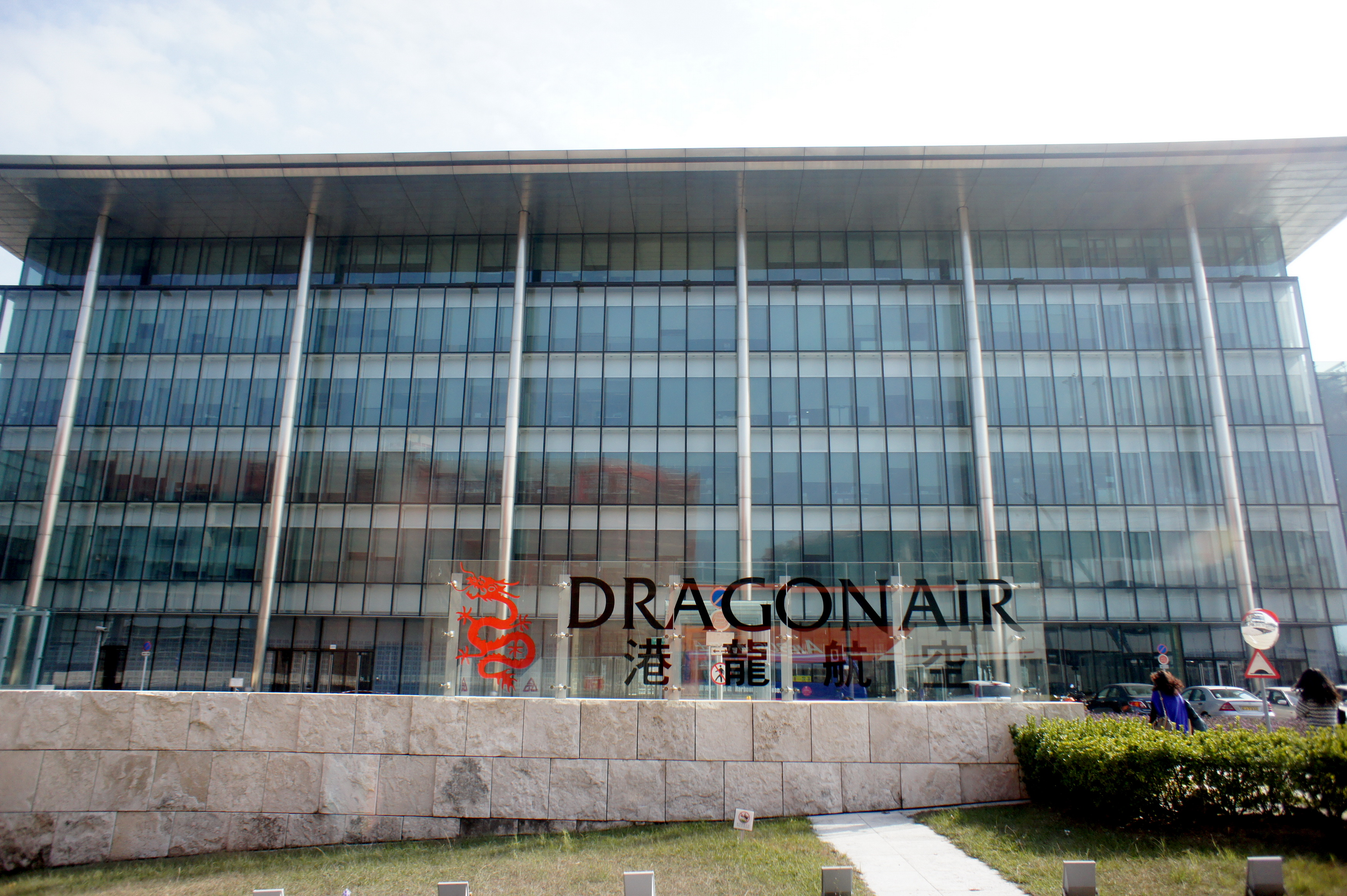
«Dragonair House» — штаб-квартира авиакомпании Dragonair в международном аэропорту Чхеклапкок

Dragonair была основана 24 мая 1985 года бизнесменом Куангом Чао в качестве дочерней компании холдинга «Hong Kong Macau International Investment Co». В июле того же года авиакомпания получила сертификат эксплуатанта и начала операционную деятельность с выполнения регулярных рейсов на самолёте Boeing 737—200 между гонконгским аэропортом Кайтак и международным аэропортом Кота-Кинабалу в Малайзии. В следующем году Dragonair работала на чартерных направлениях в шести городах континентальной части Китая, а также открыла регулярный маршрут между Гонконгом и Пхукетом (Таиланд). В 1987 году авиакомпания стала первым гонконгским перевозчиком, вступившим в Международную ассоциацию воздушного транспорта (IATA).
Новая авиакомпания впервые за сорок лет составила жёсткую конкуренцию крупнейшему коммерческому перевозчику Гонконга Cathay Pacific, поэтому руководство флагмана разными путями препятствовало расширению поля деятельности Dragonair. В январе 1987 года авиакомпания объявила о намерении открыть два дальнемагистральных маршрута на заказанных к тому времени лайнерах McDonnell Douglas MD-11. Однако, после бурных дебатов в Управлении лицензирования на воздушном транспорте правительство Гонконга выдало разрешение только на один маршрут, действовавший вплоть до 2001 года. В течение нескольких лет развитие регулярной маршрутной сети Dragonair тормозилось со стороны официальных властей Гонконга, в том числе и потому, что пост министра финансов занимал бывший генеральный директор Cathay Pacific сэр Джон Бэмбридж.
Первый гендиректор Dragonair по заявил по этому поводу:
Наше появление на сцене было встречено без особого энтузиазма, а правительство Гонконга… мы получили сильных противников от Cathay Pacific
Некоторое время спустя авиакомпания нашла незанятые Cathay Pacific части рынка коммерческих перевозок между Гонконгом и рядом городов в континентальной части Китая и сосредоточилась на организации регулярных рейсов по данным направлениям.

### 1990-е годы
В январе 1990 года Swire Group, Cathay Pacific и CITIC Pacific приобрели 89 % акций Dragoniar, часть собственности авиакомпании во владении семьи бизнесмена Куанга Чао при этом снизилась с 22 до 6 процентов, все остальные акции сделки были выкуплены у миноритарных акционеров. Условия договора о покупке акций предусматривали, в числе прочего, передачу от Cathay Pacific в Dragonair регулярных маршрутов из Гонконга в Пекин и Шанхай на взятых в лизинг самолётах Lockheed L-1011 TriStar. В марте 1993 года авиакомпания получила свой первый лайнер Airbus A320, а до декабря месяца того же года флот перевозчика пополнился ещё пятью самолётами того же типа. В июле 1995 года Dragonair ввела в эксплуатацию широкофюзеляжный дальнемагистральный лайнер Airbus A330.
Следующая смена собственников авиакомпании произошла в апреле 1996 года, когда крупнейший китайский оператор China National Aviation Corporation («Китайская национальная авиационная корпорация», CNAC) приобрела 35,86 % акций Dragonair, став тем самым основным держателем акций гонконгского перевозчика, доли Cathay Pacific и «Swire Group» уменьшились до 25,50 %, «CITIC Pacific» — до 28,50 %, семьи Чао — до 5,02 %. В 1997 году китайский авиахолдинг довёл свою долю до 43 процентов и 17 июля 1997 года провёл процедуру первичного размещения акций авиакомпании Dragonair на Гонконгской фондовой бирже.

### Расширение маршрутной сети

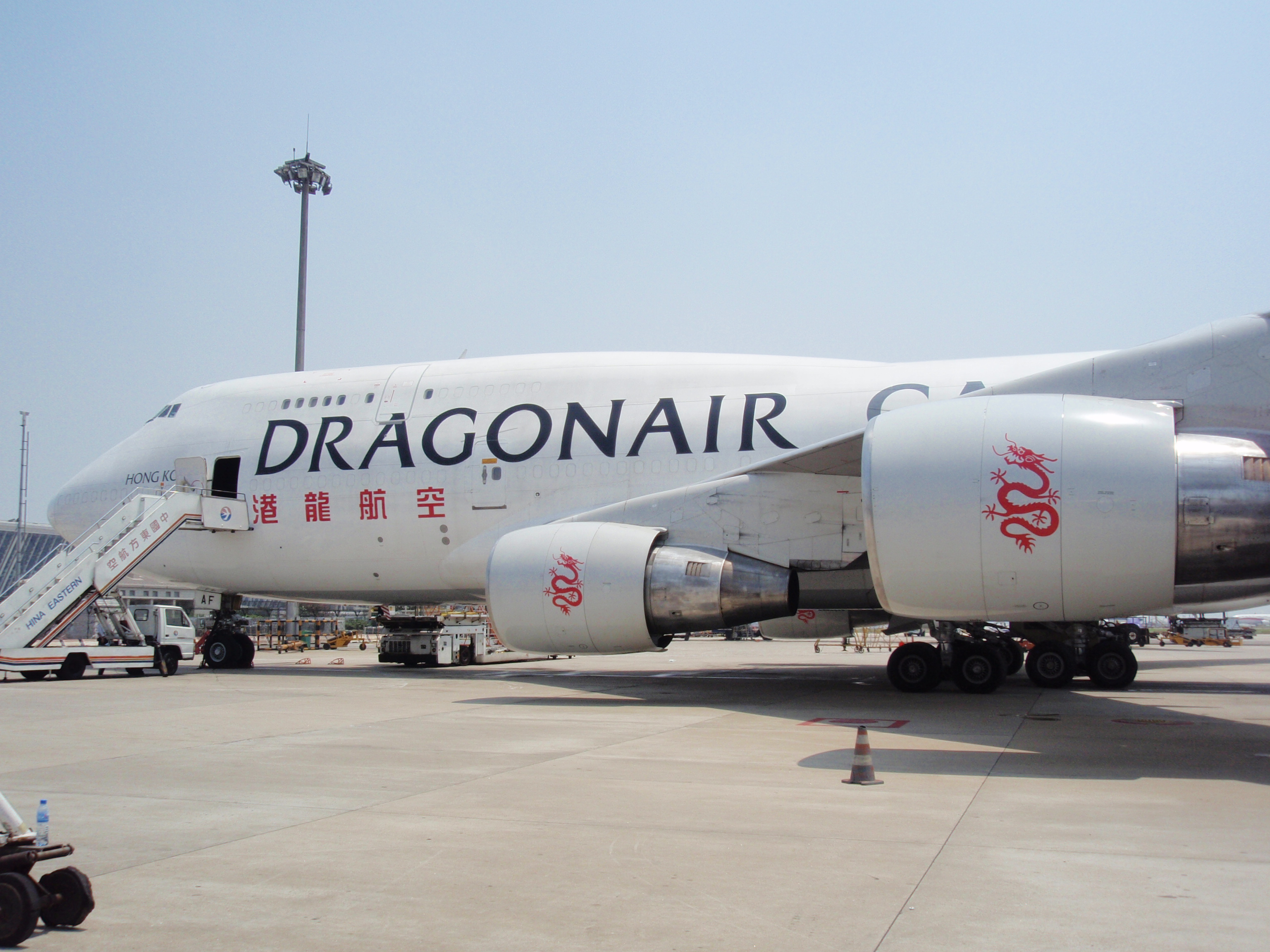
Грузовой Boeing 747-400BCF авиакомпании Dragonair

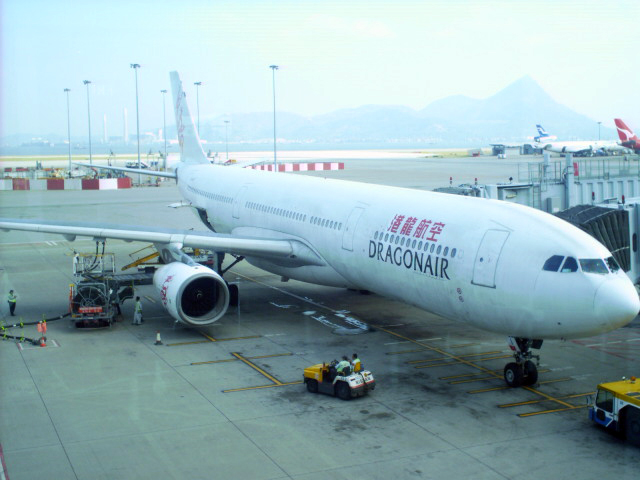
У телетрапа международного аэропорта Чхеклапкок

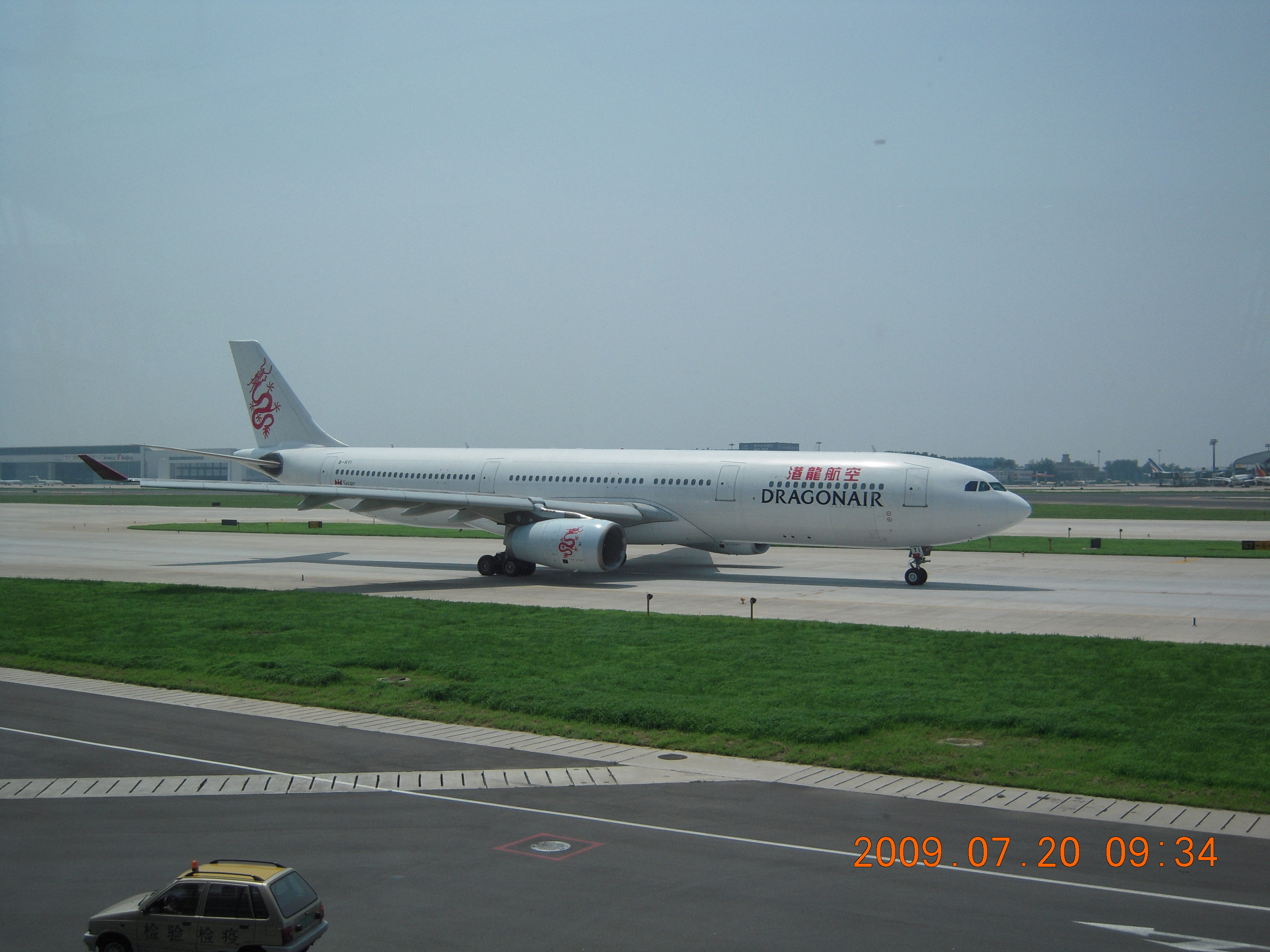
Airbus A330-300 на рулении

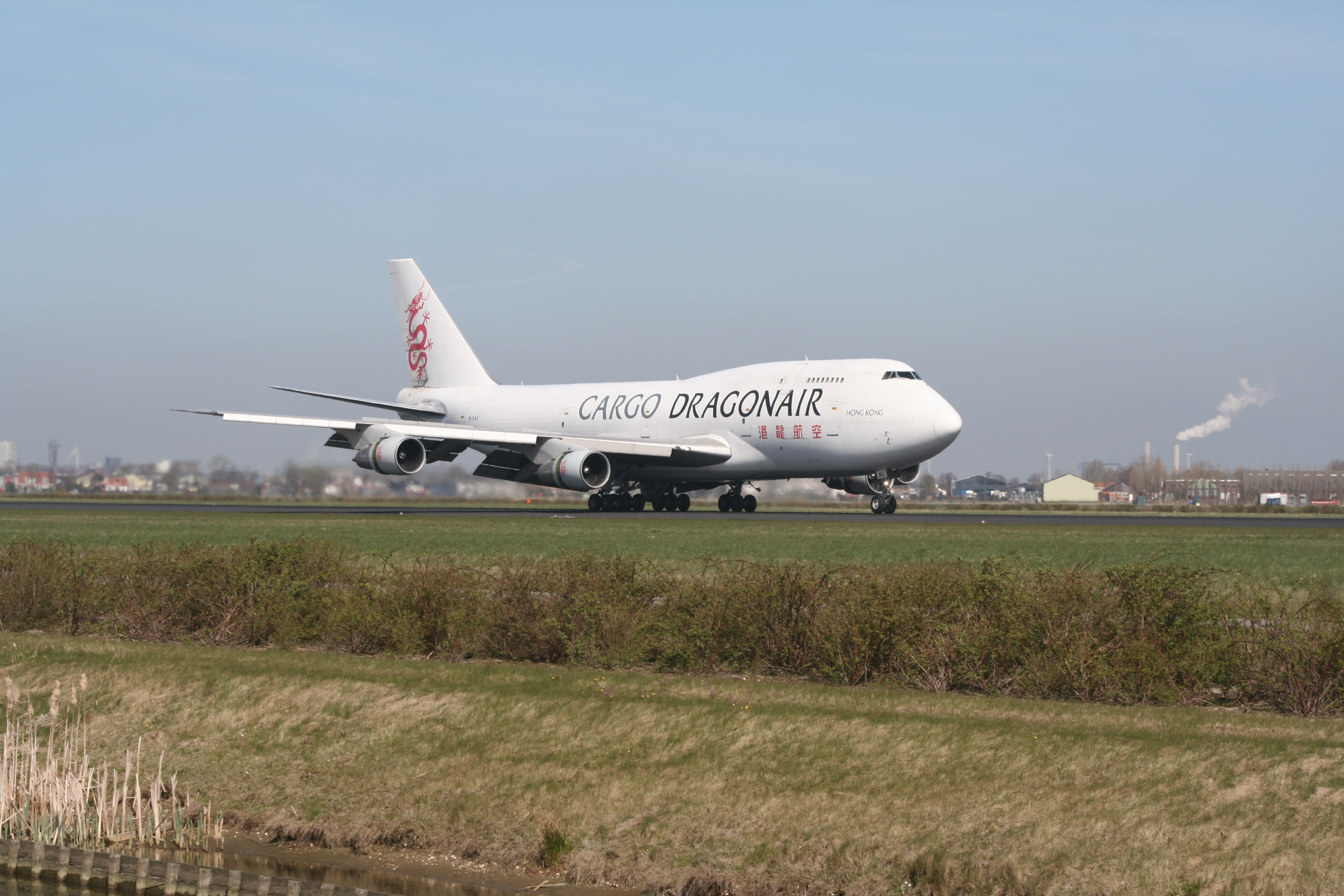
Boeing 747-300 авиакомпании Dragonair на рулении в амстердамском аэропорту Схипхол

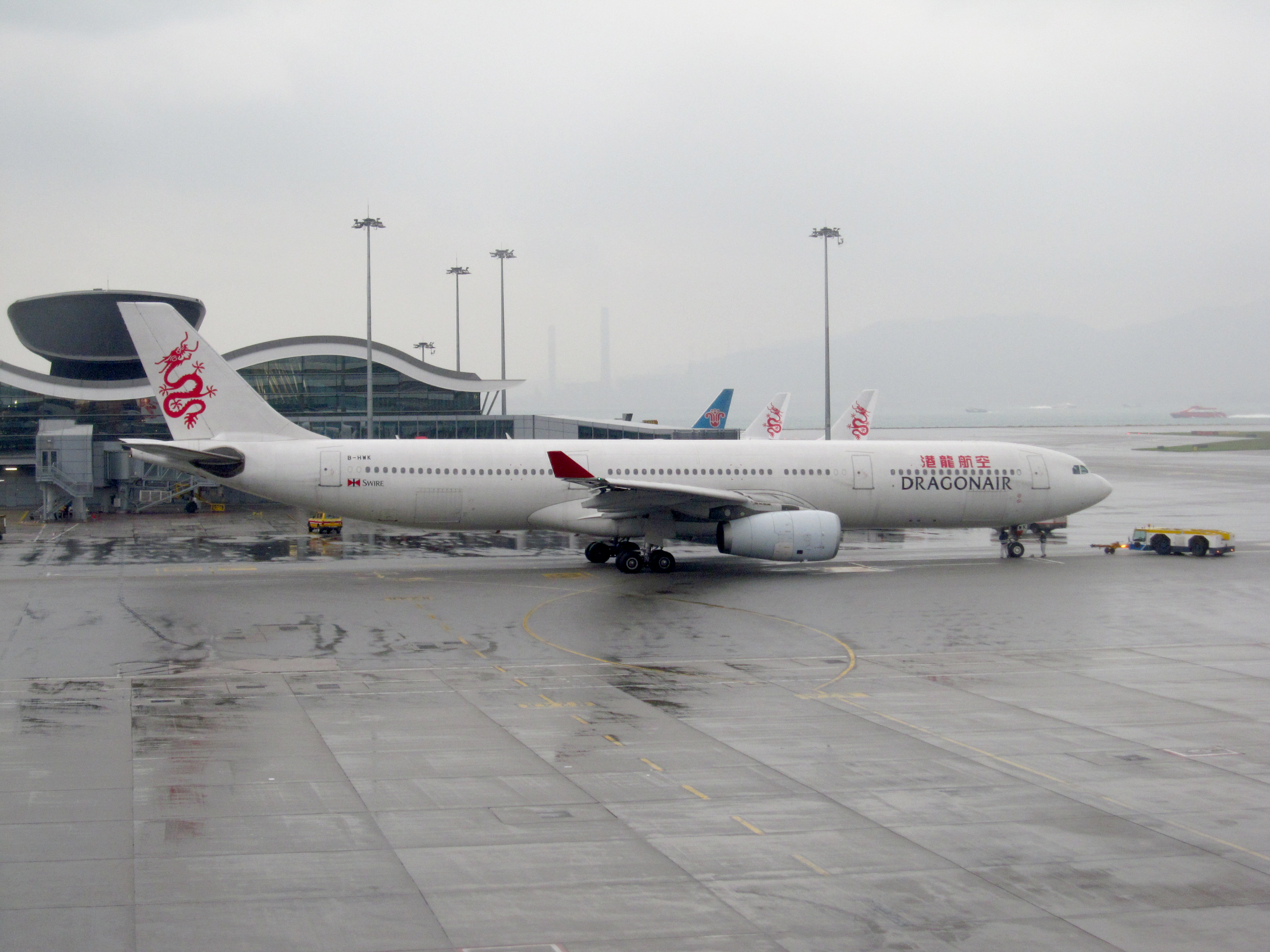
Airbus A330-300 авиакомпании Dragonair в международном аэропорту Чхеклапкок

В 2000 году Dragonair запустила грузовые рейсы из Гонконга в Шанхай, города Европы и Ближнего Востока на арендованных самолётах Boeing 747—200, в мае 2001 году расширив сеть перевозок маршрутом Гонконг-Осака. В том же году авиакомпания приобрела два грузовых лайнера Boeing 747—300 и в следующем году открыла на них регулярные маршруты в Сямынь и Тайбэй. В 2002 году чистая прибыль Dragonair увеличилась на 60 % в сравнении с прошлым отчётным периодом и составила 540 миллионов гонконгских долларов, при этом чистая прибыль от грузовых операций заняла 30 процентов в сумме общей прибыли, в натуральном исчислении увеличившись на 50 % по сравнению с прошлым годом и составив 20 095 тонн различных грузов и почтовой корреспонденции.
В марте 2000 года в маршрутной сети пассажирских перевозок авиакомпании остались только регулярные рейсы. В июле 2002, ноябре 2003 и апреле 2004 годов были освоены маршруты из Гонконга в Тайбэй, Бангкок и Токио соответственно. Грузовое подразделение Dragonair Cargo продолжало демонстрировать устойчивый рост, в июне 2003 года компания начала выполнять рейсы между Гонконгом и Шанхаем под франшизой корпорации DHL, а ровно через год запустила регулярный маршрут в Нанкин на самолётах Airbus A300. В середине 2004 года Dragonair на европейском направлении осуществляла грузовые перевозки в Манчестер и Амстердам — ежедневно, и в Лондон и Франкфурт — дважды в день, эксплуатируя парк из пяти самолётов Boeing 747 в грузовой конфигурации и 26 лайнеров производства концерна Airbus на пассажирских маршрутах. В 2004 году Cathay Pacific подала в Управление по лицензированию перевозок на авиатранспорте требование ограничить маршрутную сеть Dragonair тремя аэропортами в континентальной части Китая, на что руководство авиакомпании озвучило официальные возражения, мотивировав свою позицию необходимостью выживания авиакомпании в жёсткой конкурентной среде.
На вторую половину 2005 года Dragonair запланировала открытие регулярных пассажирских маршрутов из Гонконга в Сидней, Манилу и Сеул, а также грузовых рейсов в Соединённые Штаты Америки. К 2008 году компания предполагала существенно увеличить собственный флот грузовых лайнеров, доведя число самолётов Boeing 747 до девяти единиц.

### Поглощение компании
К 2005 году структура владельцев Dragonair сформировалась в следующем виде: Cathay Pacific владела 18 % акций, Swire Pacific — 7,71 %, CNAC — 43 % и CITIC Pacific — 28,5 % акций. В марте 2005 года гонконгская газета сообщила о проводимых группой Swire Pacific переговорах по передаче контроля над Dragonair авиакомпании Cathay Pacific. Следом был уволен главный операционный директор Cathay Тони Тайлер, заявивший буквально следующее: Мы не планируем прямо сейчас менять структуру управления… мы вполне довольны той структурой собственников Dragonair, которая сложилась в данный момент. Транспортный аналитик инвестиционной группы Credit Suisse First Boston Питер Хилтон назвал данную ремарку и само увольнение Тайлера «заранее спланированными» (англ. cut and dried) в преддверии проведения поглощения Dragonair.
28 сентября 2006 года после завершения крупной реструктуризации собственников акций в лице Cathay Pacific, Air China, CNAC, CITIC Pacific и Swire Pacific авиакомпания Dragonair стала дочерней структурой флагманского авиаперевозчика Гонконга Cathay Pacific, руководство которой заявило о продолжении работы дочерней компании под собственными торговой маркой, сертификатом эксплуатанта, кодами ИАТА и ИКАО, а также о сохранении штата авиакомпании, к тому времени насчитывавшему 2976 сотрудников. Тем не менее, в будущем, по заявлению топ-менеджеров, планировалось увольнение до пяти процентов персонала Dragonair с предложением их перехода в магистральную авиакомпанию Cathay Pacific
В 2009 году было сообщено о прекращении регулярных перевозок из Гонконга в Бангкок и Токио, а также об отмене планов по организации регулярных маршрутов из Гонконга в Сидней, Сеул и аэропорты Соединённых Штатов Америки. Более того, были отменены планы по доведению флота грузового подразделения до девяти самолётов, три Boeing 747-400BCF были переданы в магистральную авиакомпанию, два лайнера того же типа поставлены на хранение в аэропорт Южной Калифорнии в Викторвилле.
В январе 2016 года руководство Cathay Pacific объявило о планируемом ребрендинге авиакомпании и смене её официального названия на Cathay Dragon.

### Объединение бонусных программ
Dragonair с 12 февраля 2001 года имела собственную бонусную программу поощрения часто летающих пассажиров «The Elite», которая 1 января 2007 года была объединена и интегрирована в бонусную программу The Marco Polo Club авиакомпании Cathay Pacific, участники программы «The Elite» при этом перешли на аналогичные уровни укрупнённой бонусной программы. 1 августа 2007 года был открыт региональный офис Dragonair в Пекине, совмещённый с офисом магистральной авиакомпании, а 1 ноября того же года дочерний перевозчик стал аффилированным членом глобального авиационного альянса пассажирских перевозок Oneworld. Кроме того, 1 октября 2008 года были объединены залы повышенной комфортности двух авиакомпаний в международном аэропорту Чхеклапкок, а 1 ноября того же года дочерняя служба «Hong Kong International Airport Services Ltd» (HIAS) наземного обслуживания Dragonair была слита с соответствующей службой «Hong Kong Airport Services Ltd» (HAS) авиакомпании Cathay Pacific, спустя ровно месяц перейдя в полное владение магистрального авиаперевозчика.

### Завершение работы
21 октября 2020 года руководство группы Cathay объявило о завершении операционной деятельности Cathay Dragon и о передаче всех самолётов и маршрутов в магистральную авиакомпанию Cathay Pacific.

## Маршрутная сеть
В июне 2012 года маршрутная сеть регулярных пассажирских перевозок Dragonair включала в себя 33 пункта назначения в странах Азии, все рейсы по которым выполнялись из её главного хаба в международном аэропорту Чхеклапкок. Из них 18 пунктов находились в аэропортах Китая, включая воздушные гавани в крупнейших агломерациях Пекина, Гуанчжоу и Шанхая. Кроме того, Dragonair выполняет регулярные пассажирские перевозки в Бангалор, Пусан, Дакку, Фукуоку, Ханой, Гаосюн, Катманду, Кота-Кинабалу, Манилу, Наху, Пномпень, Пхукет и Тайбэй. 1 мая 2012 года был запущен маршрут в Чеджудо, 14 мая — в Тайчжун, 29 мая — в Кларк-Фрипорт и в июле — в Пхукет и Чиангмай. 23 мая того же года руководство авиакомпании объявило о планах по организации регулярного маршрута в Колкату, который будет запущен после получения официального разрешения от регуляторов рынка коммерческих авиаперевозок, частота полётов по данному направлению должна составить до четырёх рейсов в неделю. Dragonair имеет код-шеринговое соглашение с Air China на совместно используемых маршрутах из Гонконга в Далянь и Тяньцзинь, а также с авиакомпанией Royal Brunei Airlines на маршруте между Гонконгом и Бандар-Сери-Бегаваном.

## Флот

### Ливрея

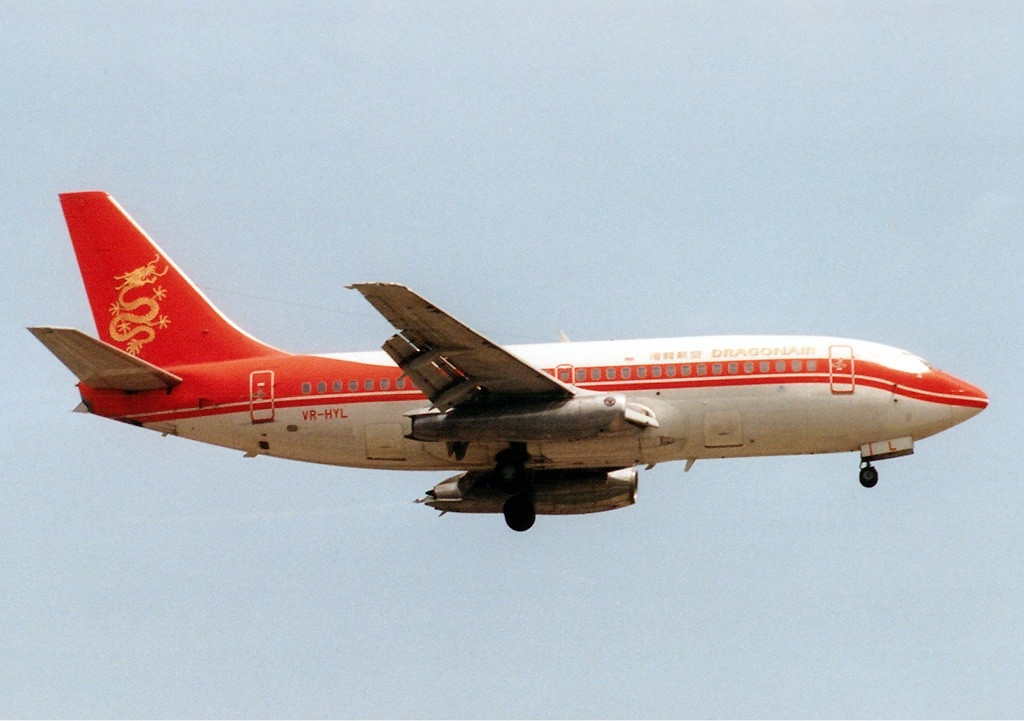
Boeing 737-2L9 авиакомпании Dragonair в первоначальной ливрее. Международный аэропорт Кайтак, Гонконг, 1991 год

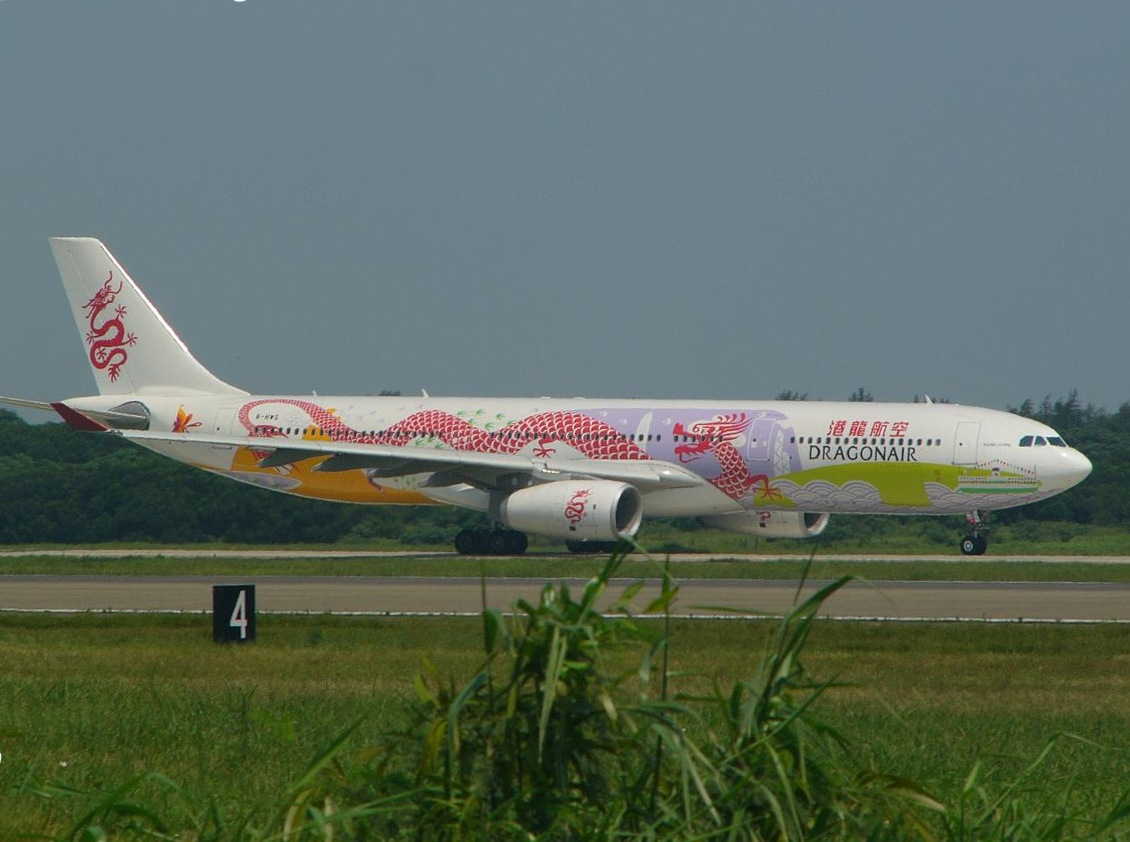
Airbus A330-300 в специальной раскраске 20-летнего юбилея авиакомпании в международном аэропорту Тайвань Таоюань

Первоначально самолёты Dragonair раскрашивались в следующей композиции: горизонтально вдоль всего фюзеляжа шла толстая красная полоса на белом фоне остального корпуса, вертикальный стабилизатор (хвост) лайнера также окрашивался в красный цвет, на фоне которого находилось стилизованное изображение дракона с официального логотипа авиакомпании, выполненное в золотом цвете. На белой части корпуса лайнера буквами золотого цвета было нанесено название компании на английском языке и в традиционном китайском написании.
После ребрендинга дизайн внешней окраски самолётов представлял собой белый фюзеляж со стилизованными изображениями дракона на вертикальном стабилизаторе и двигателях лайнера. Название авиакомпании наносилось красными иероглифами и чёрными буквами в английском варианте над и под рядом пассажирских иллюминаторов первого салона соответственно. За первой левой дверью располагался 30-сантиметровый логотип альянса Oneworld.

### Пассажирские самолёты
В январе 2016 года авиакомпания Dragonair эксплуатировала 42 воздушных судна на пассажирских направлениях, шесть из которых имели трёхклассную конфигурацию салонов (Первый класс, бизнес-класс и экономический класс), остальные — двухклассную компоновку салонами бизнес- и экономического классов. На пассажирских перевозках компания эксплуатирует только лайнеры производства концерна Airbus. Средний возраст воздушных судов в апреле 2012 года составлял 9,6 лет.

## Бонусные программы
Пассажирам Dragonair предлагался сервис двух бонусных программ магистральной авиакомпании Cathay Pacific: «The Marco Polo Club» («The Club») — программа поощрения часто летающих пассажиров и «Asia Miles» — программа поощрения туристических полётов Участники «The Club» автоматически становились членами программы «Asia Miles».

### Marco Polo Club

Логотип бонусной программы Marco Polo Club

Программа Marco Polo Club имела четыре уровня участников — «Green» (начальный), «Silver», «Gold» и «Diamond». Для вступления в программу пассажир должен был заплатить 35 евро или 50 долларов США. Условия начисления баллов, переходов на более высокие уровни и другие привилегии были одинаковы для всех пассажиров авиакомпаний Cathay Pacific, Dragonair и членов глобального авиационного альянса Oneworld. Владельцы высших уровней бонусной программы имели максимальные привилегии, включая гарантированное место в экономическом классе на любой рейс авиакомпаний группы Cathay, провоз сверхнормативного багажа, приоритет на листе ожидание, внеочередную регистрацию на рейс и доступ в залы повышенной комфортности компаний группы Cathay и её партнёров. Членство в Marko Polo Club прекращалось автоматически, если в течение 12 месяцев не совершалось никаких действий (полёты, оплаты покупок по картам), либо если пассажир в течение этого периода не набирал минимальное количество баллов, которое было указано в условиях членство в бонусной программе.
«Green»
«Green» («Зелёный») — начальный уровень бонусной программы «Marco Polo Club». Владельцы данного уровня имели право на бесплатное бронирование авиабилетов в течение 24-х часов, регистрацию на рейсы на специально выделенных стойках «Marco Polo», увеличенный размер провоза багажа и приоритетную посадку в самолёт. Для подтверждения уровня пассажиру требовалось набрать 4 «клубных сектора» в течение 12 месяцев.
«Silver»
Переход на уровень «Silver» («Серебряный») происходил при накоплении 30 тысяч «клубных миль» (Club Miles) или 20 «клубных сектора» в течение одного года. Дополнительно к привилегиям уровня «Green» обладатели этого уровня имели право на ранее резервирование места в пассажирском салоне, приоритет на листе ожидания, регистрация на стойках бизнес-класса, провоз 10 килограмм багажа сверх норматива, приоритет получении багажа и доступ в бизнес-залы при полётах на рейсах авиакомпаний Cathay Pacific и Dragonair. Уровень «Silver» программы полностью соответствовали статусу «Ruby» в общей бонусной программе альянса Oneworld, привилегии которого распространялись на всех постоянных и аффилированных членов альянса.
«Gold»

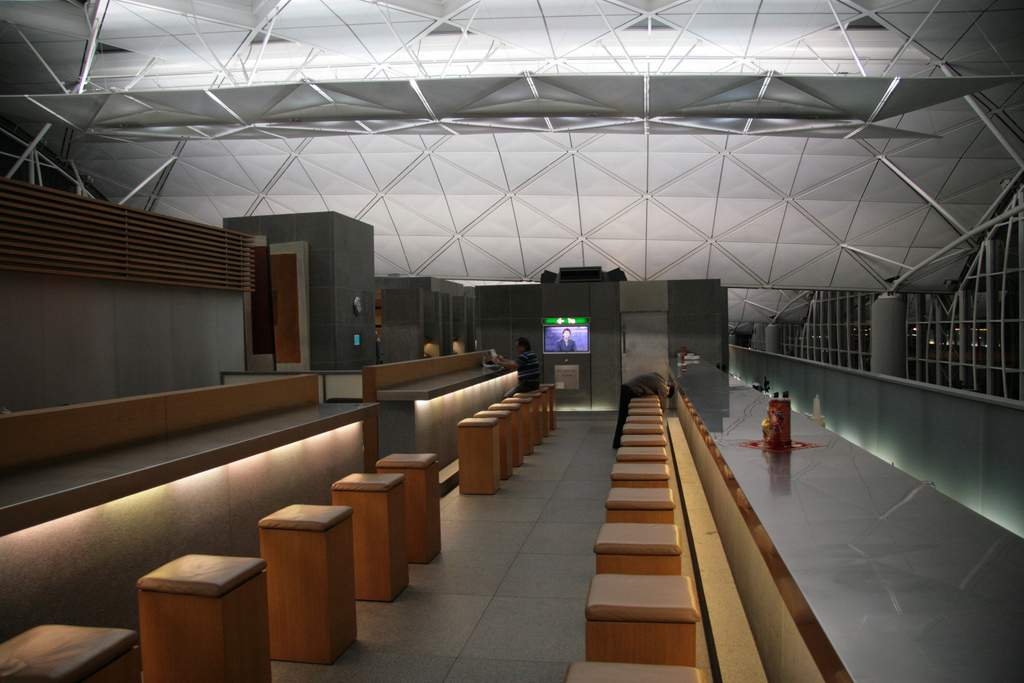
Зал повышенной комфортности The Wing группы Cathay в международном аэропорту Чхеклапкок

При накоплении в течение года 60 тысяч миль или 40 «секторов» участник программы переходил на уровень «Gold» («Золотой»). Дополнительно к привилегиям предыдущего уровня пассажиры получали гарантированное право на место в салоне экономического класса на любом рейсе авиакомпаний Cathay Pacific и Dragonair с бронированием места за 72 часа до вылета, провоз 20 килограмм багажа сверх норматива или одного места багажа любой массы в превышении нормативной, доступ в бизнес-залы аэропортов с ещё одним пассажиром авиакомпаний группы Cathay и в залы повышенной комфортности в зоне прибытия рейсов (для пассажиров, путешествовавших рейсами группы Cathay и код-шеринговыми рейсами на самолётах партнёров группы). Уровень «Gold» полностью соответствовал статусу «Sapphire» в общей бонусной программе альянса Oneworld, привилегии которого распространялись на всех постоянных и аффилированных членов альянса.
«Diamond»
При накоплении в течение года 120 тысяч миль или 80 «секторов» производилось повышение участника до уровня «Diamond» («Бриллиантовый»). Дополнительно к привилегиям золотого уровня пассажиры получали исключительный приоритет на листе ожидания, гарантированное право на место в салонах экономического и бизнес-классов на любом рейсе авиакомпаний группы Cathay с бронированием места за 24 часа до вылета, регистрацию на стойках Первого класса, провоз 20 килограмм багажа сверх норматива или одного места багажа любой массы в превышении нормативной, приоритет пассажиров Первого класса на обработку и выдачу багажа, доступ в залы повышенной комфортности Первого класса с двумя пассажирами, путешествовавших рейсами авиакомпаний Cathay Pacific и Dragonair, доступ в залы повышенной комфортности бизнес-класса с двумя пассажирами, путешествовавшими рейсами любых авиакомпаний. Уровень «Diamond» полностью соответствовал статусу «Emerald» в общей бонусной программе альянса Oneworld, привилегии которого распространялись на всех постоянных и аффилированных членов альянса.
«Diamond Plus»
Высший уровень «Diamond Plus» («Бриллиантовый+») бонусной программы предлагался каждый год одному проценту владельцев статуса «Diamond» топ-менеджментом группы Cathay в «знак признания их исключительности, приверженности и вклада в работу авиакомпаний Cathay Pacific и Dragonair». В дополнение к привилегиям предыдущего уровня владелец статуса «Diamond Plus» имел право дать привилегии «Diamond» своему спутнику (компаньону) и владел правом доступа с ним в залы Первого класса группы Cathay вне зависимости от того, рейсами какой авиакомпании они путешествовали. За исключением двух указанных привилегий, уровень «Diamond Plus» полностью соответствовал статусу «Emerald» в общей бонусной программе альянса Oneworld, привилегии которого распространялись на всех постоянных и аффилированных членов альянса.

### Asia Miles

Логотип бонусной программы Asia Miles

Бонусная программа Asia Miles охватывала более пятисот партнёров в девяти секторах бизнес: авиаперевозки, гостиницы, финансы и страхование, рестораны, розничная торговля, путешествия, аренда транспорта, телекоммуникационные услуги и экспертное обслуживание. Участники программы также могли зарабатывать мили совершая электронные покупки в сети iShop с широчайшим спектром услуг и торговых марок — от книг и электроники до одежды и других аксессуаров. Члены программы могли тратить мили на приобретение авиабилетов, туристические поездки, билеты на концерты, продукты питания и множество других товаров и услуг. Бонусные баллы были действительны в течение трёх лет с момента совершения покупки. Членство в программе было бесплатно, участником мог стать любой человек возрастом старше двух лет
В 2001 году продукт «Asia Miles™» получил премию «Лучшая бонусная программа авиакомпаний» от Ассоциации бизнес-путешественников Азиатско-Тихоокеанского региона.

## Сервис на борту

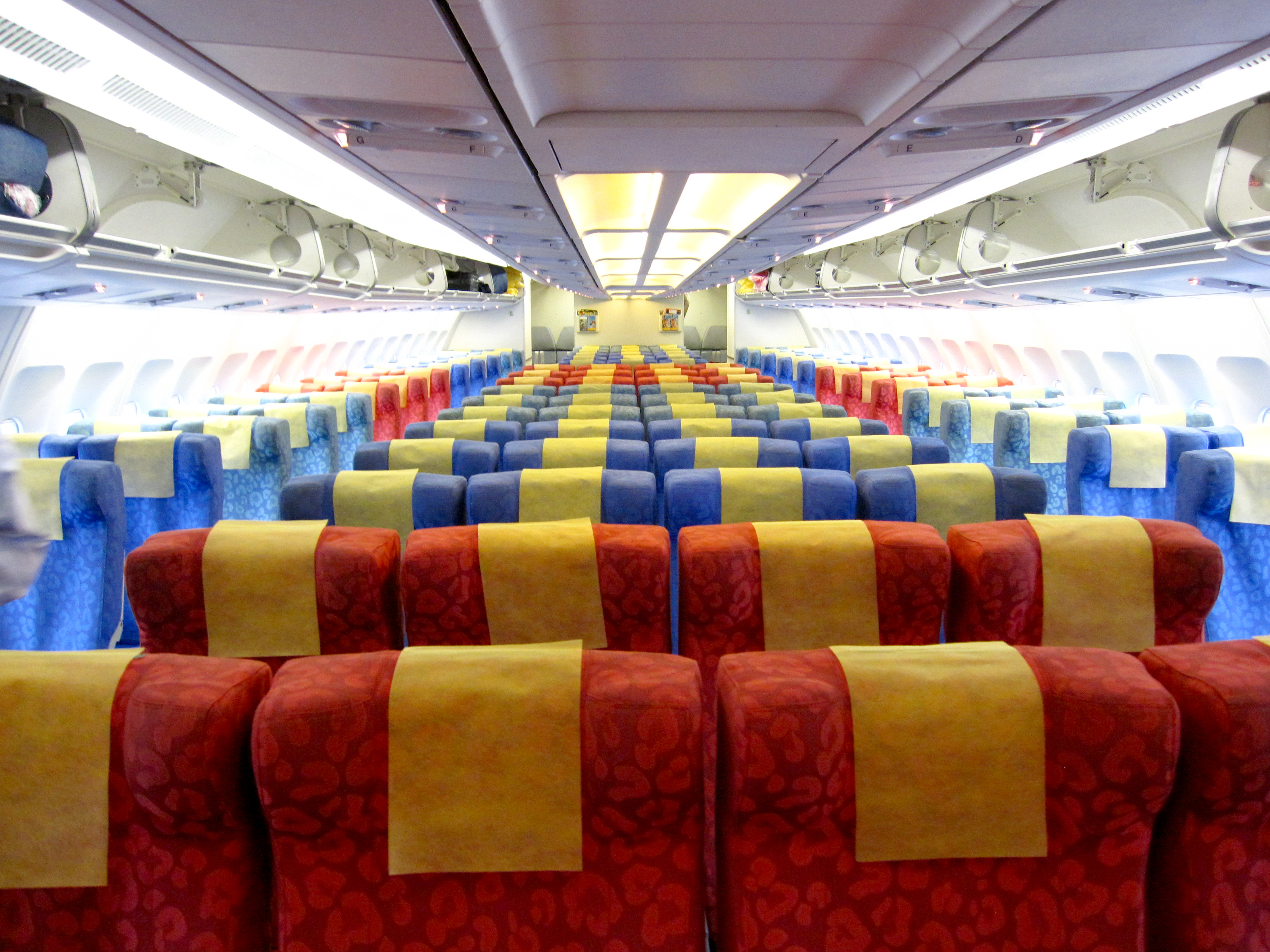
Салон экономического класса Airbus A330-300 авиакомпании Dragonair

Питание и напитки в полёте на рейсах авиакомпании из Гонконга обеспечивались кейтеринговой компанией «LSG Lufthansa Service Hong Kong Ltd» — партнёром Dragonair. На рейсах между Гонконгом и континентальной частью Китая пассажирам предлагались блюда азиатской кухни такие, как димсам, жареный рис, барбекю из свинины с жареным рисом и кусочки курицы со сладким тайским перцем. Пассажирам салонов экономического класса на рейсах в Чаншу, Гуанчжоу и Санью предлагались только напитки и кексы (пирожные).
Все места пассажирских салонов экономического класса самолётов Airbus A330, которые не имели салонов Первого класса, авиакомпании Dragonair оборудовались системой развлечения в полёте «Dragon On Air», к услугам путешественников предоставлялись персональный дисплей с десятиканальной системой видеотрансляции и аудиосистема на 16 каналов. На остальных лайнерах A330-300 пассажирам Первого класса предлагалась пятиканальная система видеотрансляции (PTV), пассажирам бизнес- и экономического класса A330-300 и A321-200 показывались фильмы с дисплеев над межрядными проходами. Также на борту предлагался целый спектр газет и журналов, включая собственный бортовой журнал «Silkroad» авиакомпании..

## Партнёры
Dragonair имела код-шеринговые соглашения со следующими авиакомпаниями-партнёрами:
- Cathay Pacific — все маршруты, за исключением рейсов в (из) Тайбэй, Гаосюн, Манилу и Пномпень
- Air China — все рейсы в (из) Пекин, Чэнду, Чунцин, Далянь и Тяньцзинь
- Malaysia Airlines — все рейсы в (из) Кота-Кинабалу
- Royal Brunei Airlines — все рейсы в (из) Бандар-Сери-Бегаван.

## Ассоциированные и дочерние компании

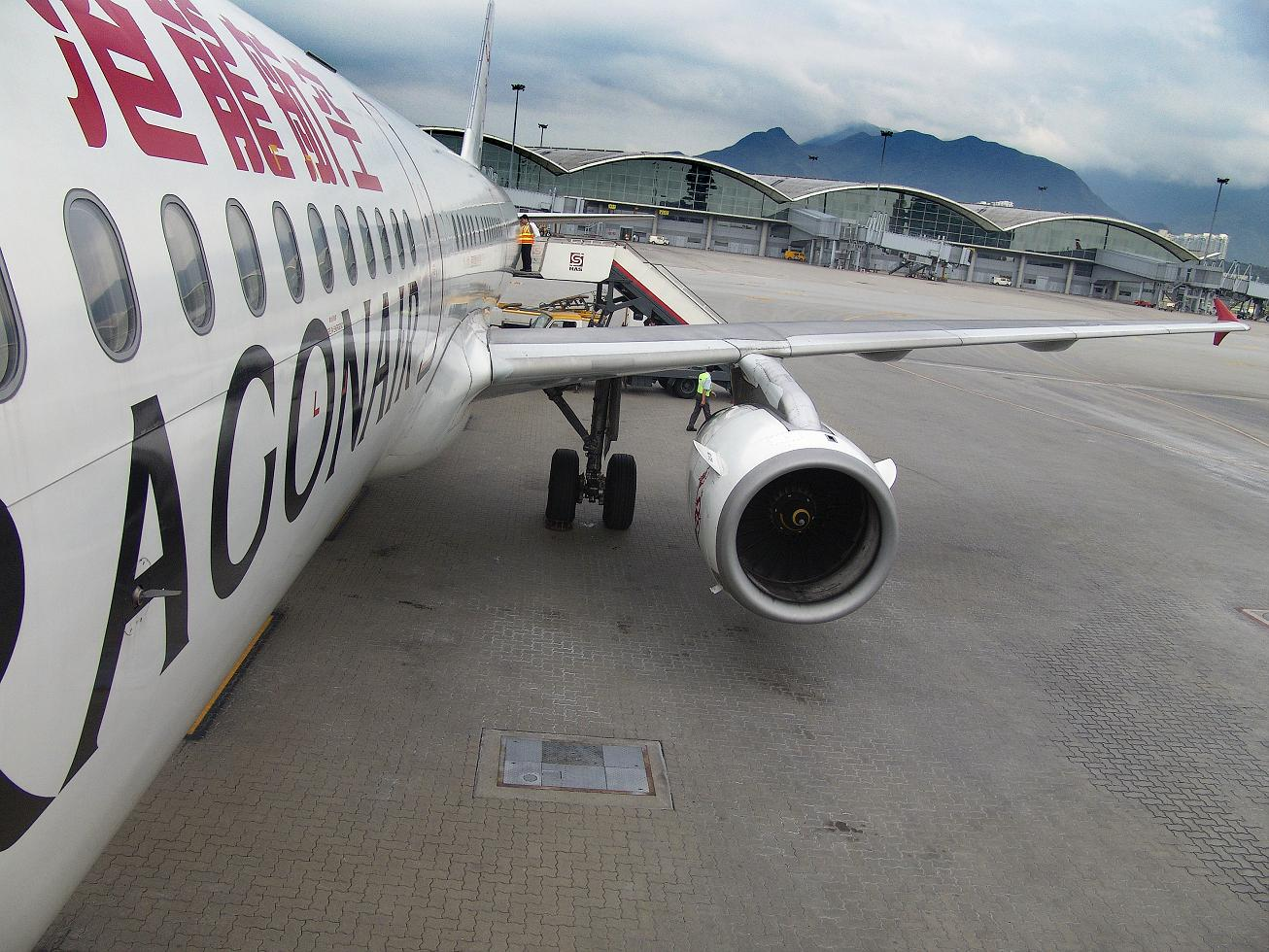
Самолёт авиакомпании Dragonair в международном аэропорту Чхеклапкок

С момента своего образования в 1985 году Dragonair постоянно инвестировала средства в связанные с её основной деятельностью компании, включая кейтеринг, наземное обслуживание и другие структуры, занимавшиеся сервисным обслуживанием.
Ниже приведены основные дочерние и связанные (ассоциированные) с Dragonair коммерческие компании (на 26 июля 2009 года):
- «LSG Lufthansa Service Hong Kong Ltd» — 31,94 % в собственности Dragonair
- «Dah-Chong Hong-Dragonair Airport GSE Service Ltd» (DAS) — 30 % в собственности Dragonair
- «HAS GSE Solutions Ltd» — 30 % в собственности Dragonair.